# 关闭政策
关闭政策或闭港政策、关闭港口政策:5是自1949年6月起，中華民國國軍由遼河至閩江沿岸領海對中國共產黨政權实行军事封锁的政策。1950年扩大封锁区域至廣東，基本封锁了中国大陆全部海岸线，意图摧毁中国共产党控制下的中国大陆的经济。1950年代后，逐步演变成中华民国方面在台湾海峡针对中华人民共和国的军事封锁和对往来民用船只的劫掠。此项政策对中华人民共和国海运，尤其是对外贸易产生不利影响。而随着双方军事实力及国际政治环境变化，中华人民共和国方面逐步突破军事封锁，恢复海运。
1979年9月12日，中華民國政府發佈公告中止《戡乱时期截断匪区海上交通办法》，有研究者将之视为法理上终止关闭政策:99。允许中華民國海軍、中華民國空軍搜捕、击毁中华人民共和国籍船只的《投匪資匪之輪船公司及船隻緊急處置辦法》直到1992年1月方才廢除。

## 开始
1949年6月渡江战役结束，中国共产党领导中国人民解放军占领包括中华民国首都南京市、全国经济中心上海在内的长江中下游流域，这是中国人口密集和最为富庶的地区，同时亦标志着中华民国政府及中华民国国军在第二次国共内战中败局已定。解放军攻占浙江省、福建省、广东省后，逐步攻占东南各省的沿海岛屿。
1949年6月18日，迁至广州的行政院下達《卅八穗五字第四八九六号令》，自6月26日上午零时零分起，“关闭”北起辽河口、南至闽江口中国领海，所有外籍船舶及航空器均不得进入上述区域，而区域内各港口，也自即日起停止对外开放:4。时辽河口东部的旅顺港为苏联占领区，是否因此不在关闭之列，不详。6月23日起，中华民国海军海防第一艦隊开始執行封锁长江口。在海軍第一艦隊司令刘广凯的指挥下，海防第一舰队自舟山出动百余次，拦截美、英籍货轮41艘，捕获汽船25艘、机帆船200余艘。
1949年10月1日，中华人民共和国成立。10月3日，苏联与中华人民共和国建立外交关系，此后中华人民共和国成为东方阵营一员，与美国、中华民国所属西方國家在冷战期间长期对立。10月至11月，金门战役、登步岛战役中，解放军相继战败，国军得以固守金门岛、舟山群岛。11月下旬，英国海军远东舰队四艘驱逐舰护送多艘商船前往长江口，意图前往上海港。24日，英国商船在长江口外九段沙灯标水域被国军拦截。英军、国军双方在海上僵持三天，期间美籍商船“富兰克林”号强行闯关，国军开炮阻击，几乎击沉“富兰克林”号，勉强驶入上海港。27日，英军主动退出长江口。12月24日，中华民国海军开始在长江口布雷。英國在領海完全閉關之後以英屬香港作為船隻基地，投機的船東利用中小型之中古船隻，懸掛英國旗幟繼續與中华人民共和国進行貿易。:118。

## 1950年代
1950年1月，美国总统杜鲁门发表“不介入台湾海峡争端”的声明。在此前的1949年8月，《中美關係白皮書》发表后，美国政府已停止对中华民国的军事援助。2月12日，中华民国政府方面宣布关闭海域扩大至中国大陆的全部沿海地带:5。随着中国人民解放军空军实力增强，中华民国空军已无明显优势确保执行封锁长江口的任务。4月，解放军华东军区组建扫雷舰大队，10月前完成长江口扫雷任务。5月，中华民国政府完成舟山撤退。6月，朝鲜战争爆发，美国政府改变态度，下令美国海军第七舰队巡防台湾海峡。美方出于避免双方擦枪走火的可能性和团结西方国家的目的，要求中华民国政府停止关闭政策。中华民国国防部于6月底和7月30日，两度明令暂停实施闭关政策。但实际执行时却是阳奉阴违。8月，中华民国外交部提交行政院审核《关闭部分领海及港口暂行办法》。同时，行政院通过中华民国交通部提交的《投匪资匪之轮船公司及船只紧急处置办法》。12月15日，行政院核准《与中华民国无外交关系国家之商船及民用航空器出入境临时规则》。细则于此前3月14日，由中华民国交通部公布实行。1952年5月23日，行政院修正公布实行《截断匪区海上交通办法》。1954年，中華民國國軍分別攔捕波蘭貨輪哥特瓦尔德总统號、蘇聯籍油輪陶普斯號；同年9月，日本籍貨輪日洲丸在基隆港躲避風浪時被發現是運煤礦到秦皇島而依相關規定扣押。
而在第二次世界大戰後與美國建立良好戰略夥伴關係的英國，卻對於此次的事件持有不同的看法，美國將焦點放在軍事戰略，但對於英國則是注重其在華貿易的損失:111-112。因此英國政府於1月即承認了由中國共產黨所建立的中华人民共和国政府，希望能維持其在華貿易之權利，雖然其宣稱不再承認中華民國政府，但並未撤除在淡水的領事館。。
由上述可知，美國並不支持關閉政策，3月的國務院刊物發表論文，表示關閉政策這樣未經宣戰的封鎖是非法的行動，美國這一波公開反對關閉政策的聲明也讓英國政府希望能和美方合作設法阻止關閉政策，英國駐美國大使館透過非官方管道接洽當時的美國國務卿迪安·艾奇遜，就關閉政策與美方交涉並要求其不應阻絕中华人民共和国與西方交流，也私下通知美國將採取海上武力的方式回應關閉政策，英國也認知到美國將以自身利益為重，並不會真正的替英國發聲，故此英美兩國之間的外交協調可以說是毫無成果。:119-120。然而隨著韓戰的爆發，美國為了避免軍事衝突的擴大，開始主導停止關閉政策避免損害英國在遠東的商業利益，英國政府則配合聯合國對中华人民共和国的禁運措施，這次協商的成功也成為了英美兩國暨第二次世界大戰以來合作關係最為緊密之時期。:122-123。

## 1960年代
1963年7月12日，行政院《台(五十二)防字第四七二〇号令》，修正《截断匪区海上交通办法》为《戡乱时期截断匪区海上交通办法》，规定由國防部命令海军总司令部执行对中华人民共和国的航运封锁，制定详细规则，明确奖赏金额。1965年，八六海战和烏坵海战后，中華民國海軍不再对中国人民解放军海军主动出击。1968年，中华人民共和国籍船只以绕行太平洋的方式打通南北航线，恢复中国大陆南北港口间的航运。

## 结束
1974年1月，西沙海战爆发，中国人民解放军海军东海舰队通过台湾海峡驰援中国人民解放军海军南海舰队，国军留意到但没有干预。21日，南下舰艇编队在福州军区全力策应下首航台湾海峡，解放军海军由此突破封锁。1979年5月19日，中华人民共和国籍货轮眉山轮在台湾海峡复航。9月12日，中华民国政府公告中止《戡乱时期截断匪区海上交通办法》。中华民国政府交通部颁行规范外籍船只之《管制外籍船舶资匪航运临时办法》則於1992年1月公告廢止。。

## 影響與評價
藉由关闭政策，中華民國政府劫了140多艘船，為政府提供急需物資與金錢。但此政策不被國際承認，各國船隻仍前往中國大陸，结果多次被中華民國政府攔截、搶奪，包含德國、英國、波蘭、日本、荷蘭、蘇聯等國的船隻。一些掠奪來的船隻多數都改名編入艦隊，包括原屬蘇聯的會稽號，還有原屬於波蘭商輪、油輪賀蘭號、太湖號。閉關政策雖然解決台灣戰後物資不足的困境，但也傷及中華民國的國際名聲。蘇聯曾經在聯合國提案指控中華民國對蘇聯、英國、波蘭等國的船隻進行海盜行為，並且違反公海航行自由原則；波蘭也在聯合國國際法委員會中將中華民國海軍的行為斥為海盜行為。但根據《公海公約》、《聯合國海洋法公約》，海盜行為只限於「由私船所發動者、或因船員（或機組員）叛變控制船舶所發動」，因此中華民國海軍行為不構成海盜行為。